# Cá voi xanh
Cá voi xanh (Balaenoptera musculus), còn gọi là cá ông là một loài cá voi thuộc về phân bộ Mysticeti (cá voi tấm sừng hàm). Dài 33,5 mét (110 ft) và nặng 190 tấn (210 tấn Mỹ) hay thậm chí hơn nữa, nó là động vật lớn nhất từng tồn tại và nặng nhất từng tồn tại.
Cơ thể cá voi xanh dài và thon, có thể có màu hơi xanh-xám ở mặt lưng và sáng màu hơn ở mặt bụng. Có ít nhất 3 phân loài cá voi xanh: B. m. musculus sống ở vùng biển bắc Đại Tây Dương và bắc Thái Bình Dương, B. m. intermedia sống ở Nam Băng Dương và B. m. brevicauda (cá voi xanh lùn) sống ở Ấn Độ Dương và nam Thái Bình Dương. Giống như các loài cá voi khác, thức ăn của chúng chủ yếu là sinh vật phù du và giáp xác nhỏ.
Trước thế kỉ 20, cá voi xanh tồn tại với số lượng cá thể lớn ở hầu hết các đại dương trên thế giới. Nhưng hơn 100 năm qua, chúng bị săn bắn đến mức gần như tuyệt chủng cho đến khi được bảo vệ bởi luật pháp quốc tế vào năm 1966. Theo một báo cáo vào năm 2002, có xấp xỉ 5.000 - 12.000 cá thể sống trên toàn thế giới, bao gồm ít nhất 5 nhóm. Trước khi bị săn bắt ráo riết, quần thể cá voi xanh lớn nhất ở vùng biển Nam cực có khoảng 239.000 cá thể (từ 202.000 tới 311.000). Các quần thể nhỏ hơn khác (khoảng 2000 cá thể) tập trung ở các vùng biển Đông bắc Thái Bình Dương, Nam Cực. Có 2 quần thể khác ở Bắc Đại Tây Dương và ít nhất 2 quần thể nữa ở Nam Bán Cầu. Năm 2014, số lượng cá voi xanh tại California đã phục hồi đến mức gần như trước thời kì săn bắt.

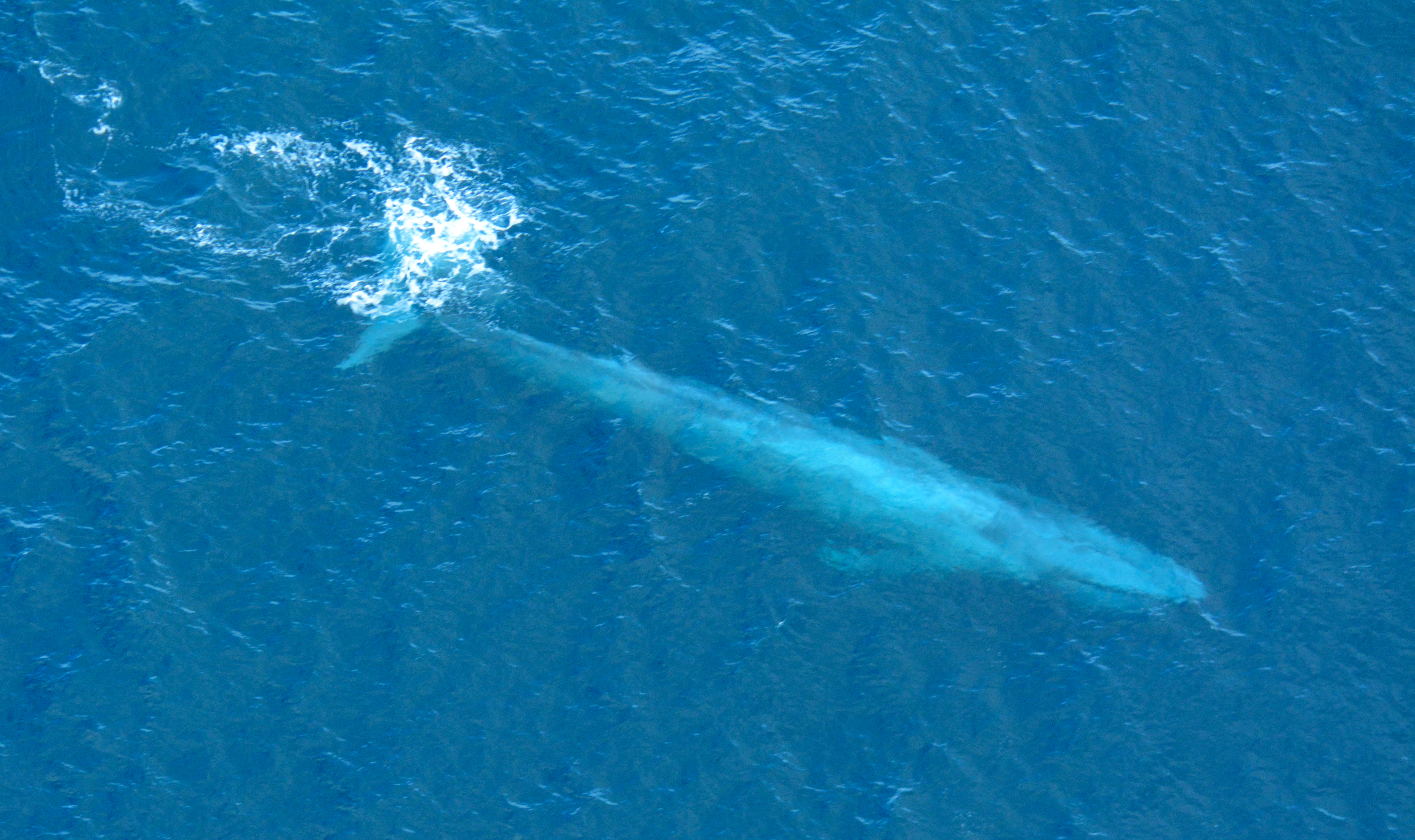
Balaenoptera musculus

## Phân loại
Cá voi xanh thuộc về họ Balaenopteridae, họ này bao gồm cá voi lưng gù, cá voi vây, cá voi Bryde, cá voi Sei và cá voi Minke. Balaenopteridae được tin rằng đã tách ra từ các họ khác của phân bộ Mysticeti khoảng giữa thế Oligocene (28 triệu năm trước).
Cá voi xanh thường được phân loại như một trong tám loài của chi Balaenoptera; một tác giả đặt nó trong một chi đơn loài riêng biệt, Sibbaldus, nhưng không được thừa nhận. Phân tích DNA cho thấy cá voi xanh là họ hàng gần của cá voi Sei (Balaenoptera borealis) và cá voi Bryde (Balaenoptera brydei) hơn các loài Balaenoptera khác, và gần với cá voi lưng gù (Megaptera) và cá voi xám (Eschrichtius) hơn là cá voi Minke (Balaenoptera acutorostrata và Balaenoptera bonaerensis).
Có tài liệu về ít nhất 11 trường hợp lai tự nhiên giữa cá voi xanh/cá voi vây. Arnason và Gullberg miêu tả khoảng cách di truyền giữa cá voi xanh và cá voi vây giống khoảng cách giữa người và khỉ đột. Các nhà nghiên cứu ở Fiji tin rằng họ đã chụp được hình một con cá voi lưng gù/cá voi xanh lai.
Miên tả đầu tiên về cá voi xanh đến từ Phalainologia Nova của Robert Sibbald (1694). Vào tháng 9 năm 1692, Sibbald tìm thấy một con cá voi bị mắc cạn ở Firth of Forth—một con đực dài 24 m (78 ft).
Các tác giả chia loài này thành ba phân loài: B. m. musculus, quần thể bắc Đại Tây Dương và bắc Thái Bình Dương, B. m. intermedia, ở Nam Băng Dương, B. m. brevicauda, cá voi xanh lùn được tìm thấy ở Ấn Độ Dương và nam Thái Bình Dương, và B. m. indica, đây là phân loài còn nhiều vấn đề, cũng được tìm thấy ở Ấn Độ Dương, mặc dù B. m. indica được miêu tả sớm hơn, nó có thể đồng nghĩa với B. m. brevicauda.

## Miêu tả và tập tính

### Kích thước

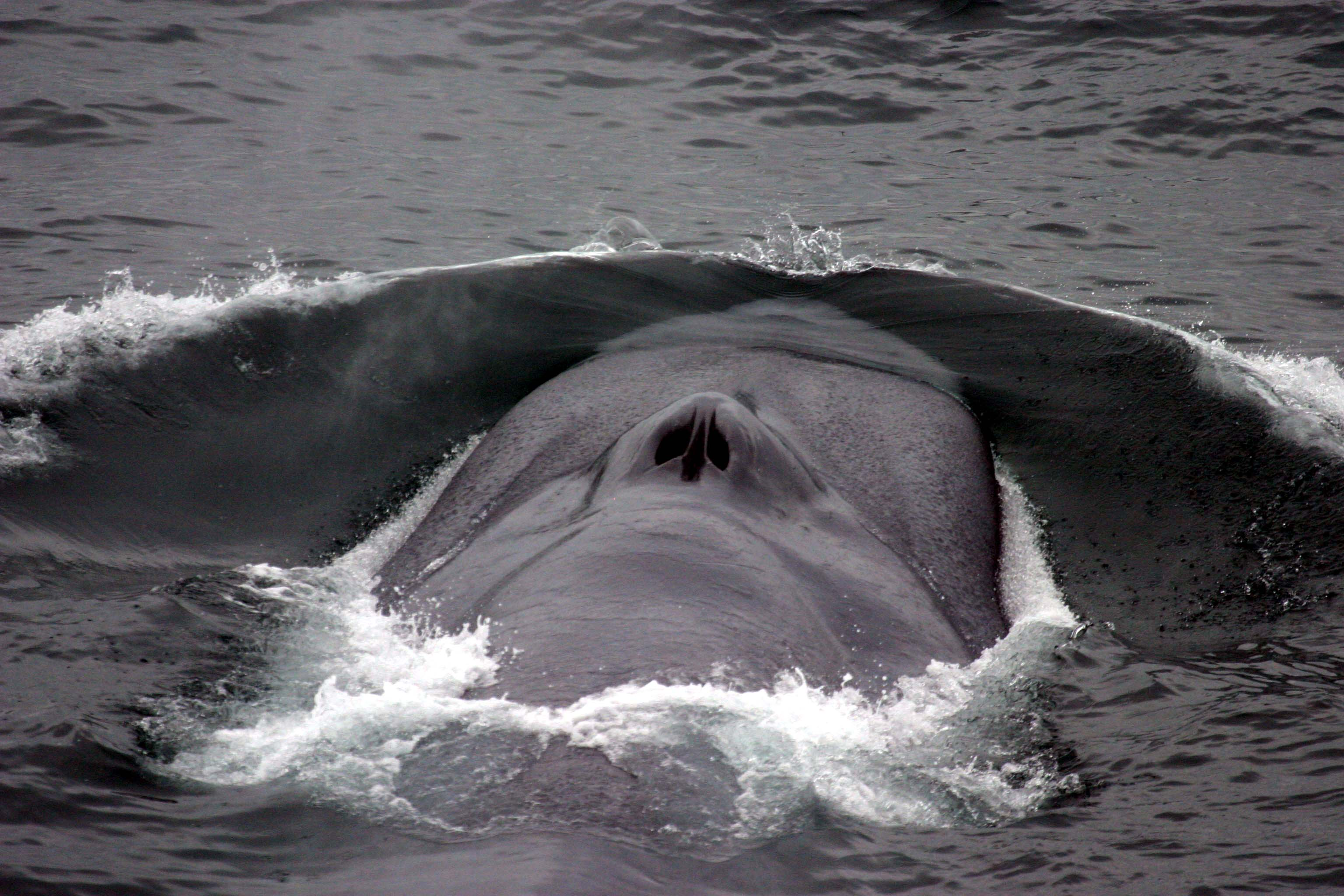
View of a blue whale and its bow wave, showing the blowhole

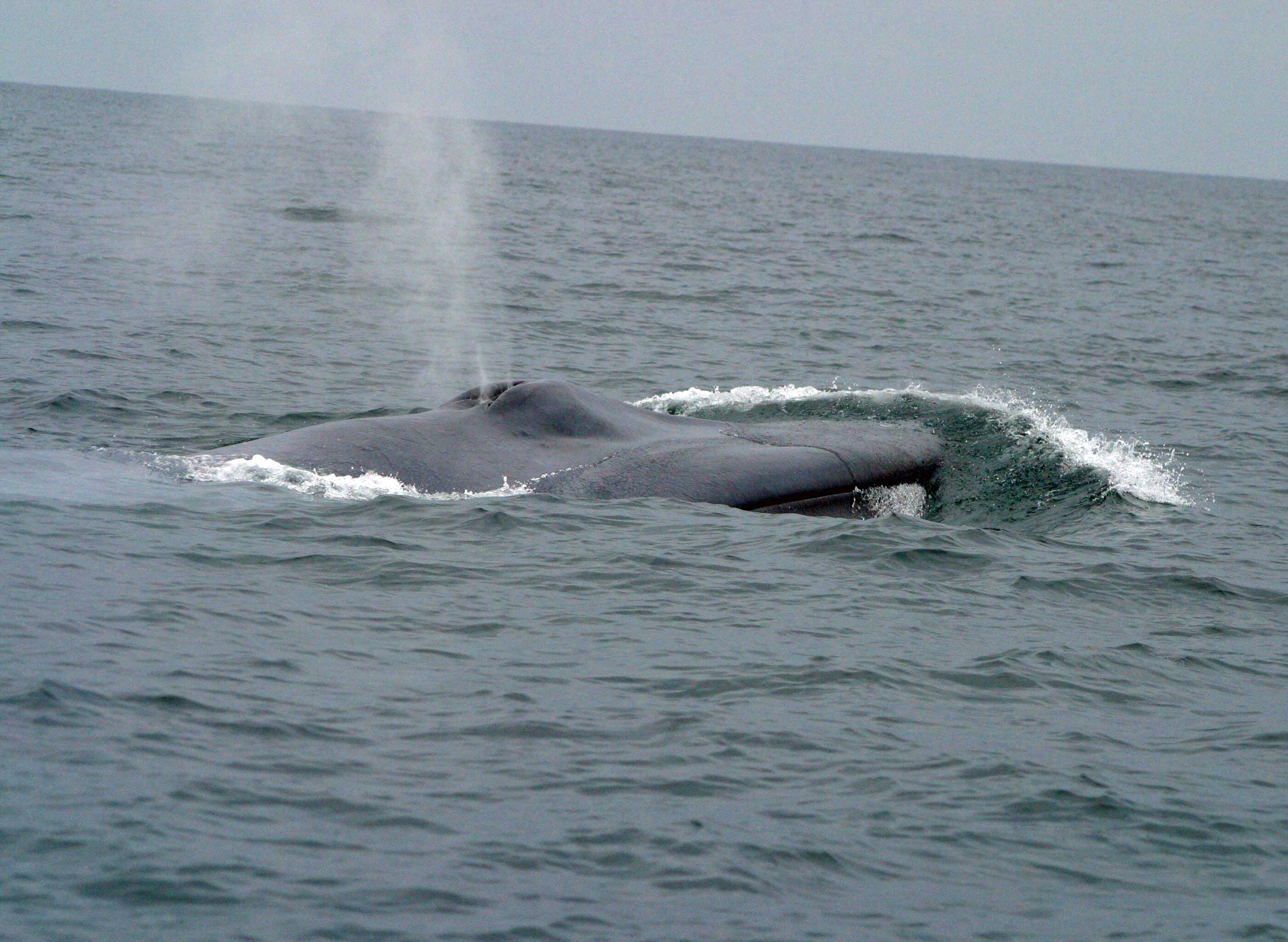
The blow of a blue whale

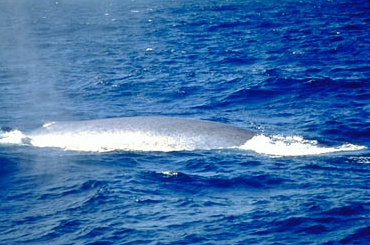
The small dorsal fin of this blue whale is just visible on the far left.

Cá voi xanh là loài động vật lớn nhất được biết từ trước đến nay trong lịch sử quả đất. Một trong những chi khủng long lớn nhất trong Đại Trung Sinh là Argentinosaurus chỉ nặng có 90 tấn, bằng với một con cá voi xanh trung bình.
Cá voi xanh có một thân hình to lớn, dài và thon giúp chúng dễ dàng rẽ nước khi di chuyển. Chúng có bộ  dạ trơn màu xanh xám và phần bụng có màu sáng hơn kèm theo đó là một loạt nếp gấp trên cổ có thể dãn ra gấp bốn lần khi chúng ăn. Đuôi của Cá voi xanh thẳng và chia ra thành hai mái chèo giúp đẩy thân hình độ sộ của chúng dưới áp lực của dòng nước.
Cá voi xanh thuộc họ cá voi " không răng ", có nghĩa là thay vì dùng răng, chúng có khoảng 395 tấm sừng mọc ở hàm trên và được dùng để lọc thức ăn từ nước. Như những họ hàng của mình, cá voi xanh cũng có hai lỗ trên lưng, được dùng để đẩy không khí cũ và nước biển ra khỏi phổi khi chúng trồi lên để hô hấp.
Trong vòng 7 tháng đầu sau sinh, con cá voi xanh con uống khoảng 400 lít (110 gal Mỹ) sữa mỗi ngày, nên khối lượng nó tăng lên rất nhanh vào khoảng 90 kilôgam (200 lb) mỗi 24 giờ. Thậm chí lúc mới sinh nó đã nặng 2.700 kilôgam (6.000 lb)—bằng khối lượng một con hà mã (hippopotamus) trưởng thành. Cá voi xanh có bộ não tương đối nhỏ (6,92 kilôgam (15,26 lb)), chỉ bằng khoảng 0,007% khối lượng cơ thể của nó. Dương vật của nó cũng lớn nhất trong tất cả các sinh vật sống và cũng giữ kỷ lục Guinness thế giới là có dương vật dài nhất. Chiều dài trung bình của dương vật thay đổi nhưng thường vào khoảng 2,4 m (8 ft) đến 3,0 m (10 ft).

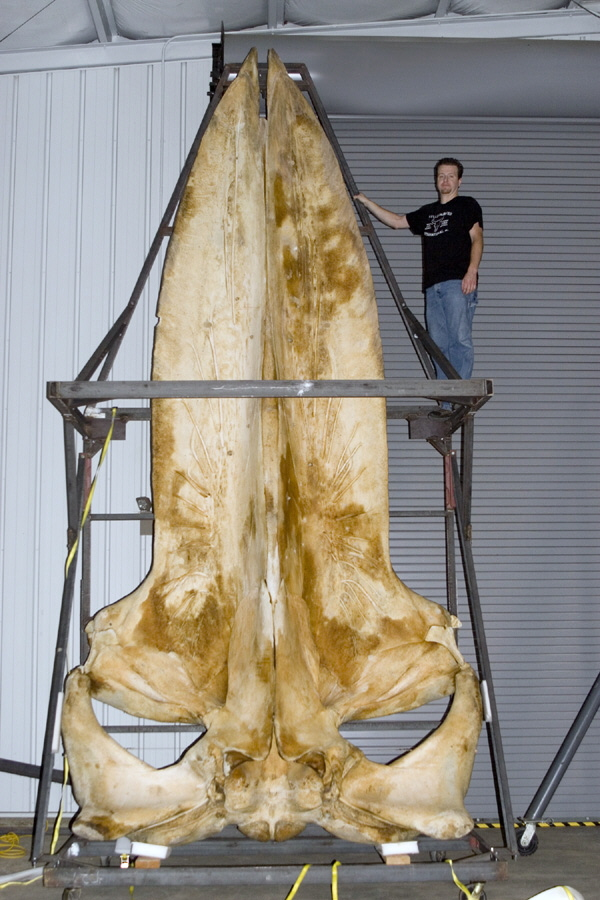
A blue whale skull measuring 19 ft

### Thức ăn
Cá voi xanh hầu như chỉ ăn moi lân, với một lượng nhỏ là động vật chân chèo. Các loài động vật phù du cá voi ăn tùy vào vùng biển mà nó sống. Ở Bắc Đại Tây Dương là Meganyctiphanes norvegica, Thysanoessa raschii, Thysanoessa inermis và Thysanoessa longicaudata; ở Bắc Thái Bình Dương là Euphausia pacifica, Thysanoessa inermis, Thysanoessa longipes, Thysanoessa spinifera, Nyctiphanes symplex và Nematoscelis megalops; còn tại Nam Bán Cầu là Euphausia superba, Euphausia crystallorophias, Euphausia valentini, và Nyctiphanes australis.
Dù không sở hữu bộ răng thực sự, nhưng Cá voi xanh vẫn bị xếp vào nhóm động vật ăn thịt. Chúng sống dựa  trên một chế độ ăn uống mà chủ yếu bao gồm các nhuyễn thể, giáp xác nhỏ và đôi khi là những loài cá nhỏ. Cá voi xanh ăn bằng cách bơi về phía bầy con mồi và những nếp gấp trên cổ cho phép cổ họng của chúng mở rộng, hớp lấy một ngụm nước khổng lồ vào túi chứa thức ăn được tạo ở hàm dưới và khép  miệng chúng lại. Sau đó, nước được đẩy ra ngoài nhưng hàng ngàn sinh vật nhỏ bé được giữ lại bởi các tấm sừng hàm lọc thức ăn của chúng và sau đó các sinh vật ấy sẽ bị nuốt vào.
Cá voi xanh có thể tiêu thụ lên đến 40 tấn con mồi hàng ngày trong suốt những tháng mùa hè ở vùng biển lạnh và giàu thức ăn. Mặc dù Cá voi xanh ăn một lượng thức ăn khổng lồ vào mùa hè, nhưng chúng hầu như không ăn gì khi di chuyển đến vùng nước ấm vào mùa đông.
Một con cá voi xanh trưởng thành có thể tiêu thụ tới 40 triệu con moi lân một ngày. Chúng luôn kiếm ăn trong những vùng có mật độ moi lân nhiều nhất, thỉnh thoảng tiêu thụ đến 3.600 kilôgam (7.900 lb) moi lân chỉ trong vòng một ngày. Nhu cầu năng lượng cho một cá thể cá voi xanh trưởng thành là khoảng 1,5 triệu kilocalo. Mức tiêu thụ thức ăn của cá voi xanh biến động theo mùa. Chúng thường phải tiêu thụ một lượng lớn moi lân ở vùng nước lạnh giàu thức ăn ở vùng biển Châu Nam cực trước khi di chuyển tới các vùng biển ấm hơn gần xích đạo để sinh sản.
Cá voi xanh thường lặn xuống tới 100 m (330 ft) để kiếm ăn vào ban ngày trong khi vào ban đêm, hoạt động này chủ yếu diễn ra ở gần mặt nước. Thông thường chúng có thể săn mồi liên tục mà không cần trở lên mặt nước trong 10 phút, tuy nhiên, có ghi nhận về các trường hợp lặn liên tục tới 21 phút. Cá voi xanh thường vô tình ăn cả những loài cá nhỏ, mực và các loài giáp xác nhỏ khác do cách thức săn mồi của chúng.

### Tiếng kêu
Cá voi xanh được mệnh danh là những ca sĩ lãng du khắp các đại dương. Vì cá voi xanh có thể phát ra âm thanh siêu trầm ở tần số 14 Hz.Và nó cũng phát ra thứ âm thanh lớn nhất trên thế giới, lớn hơn cả tiếng rít của máy bay phản lực với cường độ 200 decibel. Nếu so sánh với tiếng hét của loài người ở 70 decibel, âm thanh cao hơn 120 decibel gây nguy hiểm cho tai người.
Người ta không rõ mục đích của những tiếng kêu này là gì. Richardson (1995) nêu ra một số lý do có thể:
1. Giữ khoảng cách giữa các cá nhân
2. Nhận biết loài và cá nhân trong loài
3. Truyền đạt thông tin (ăn, báo động, tán tỉnh)
4. Giữ tổ chức xã hội (ví dụ như các tiếng kêu giữa con đực và con cái)
5. Location of topographic features
6. Đánh dấu vị trí nguồn thức ăn

## Số lượng và nạn săn bắt

### Thời kì bị săn bắt

Số lượng cá voi xanh đã giảm đáng kể vì nạn săn bắt.

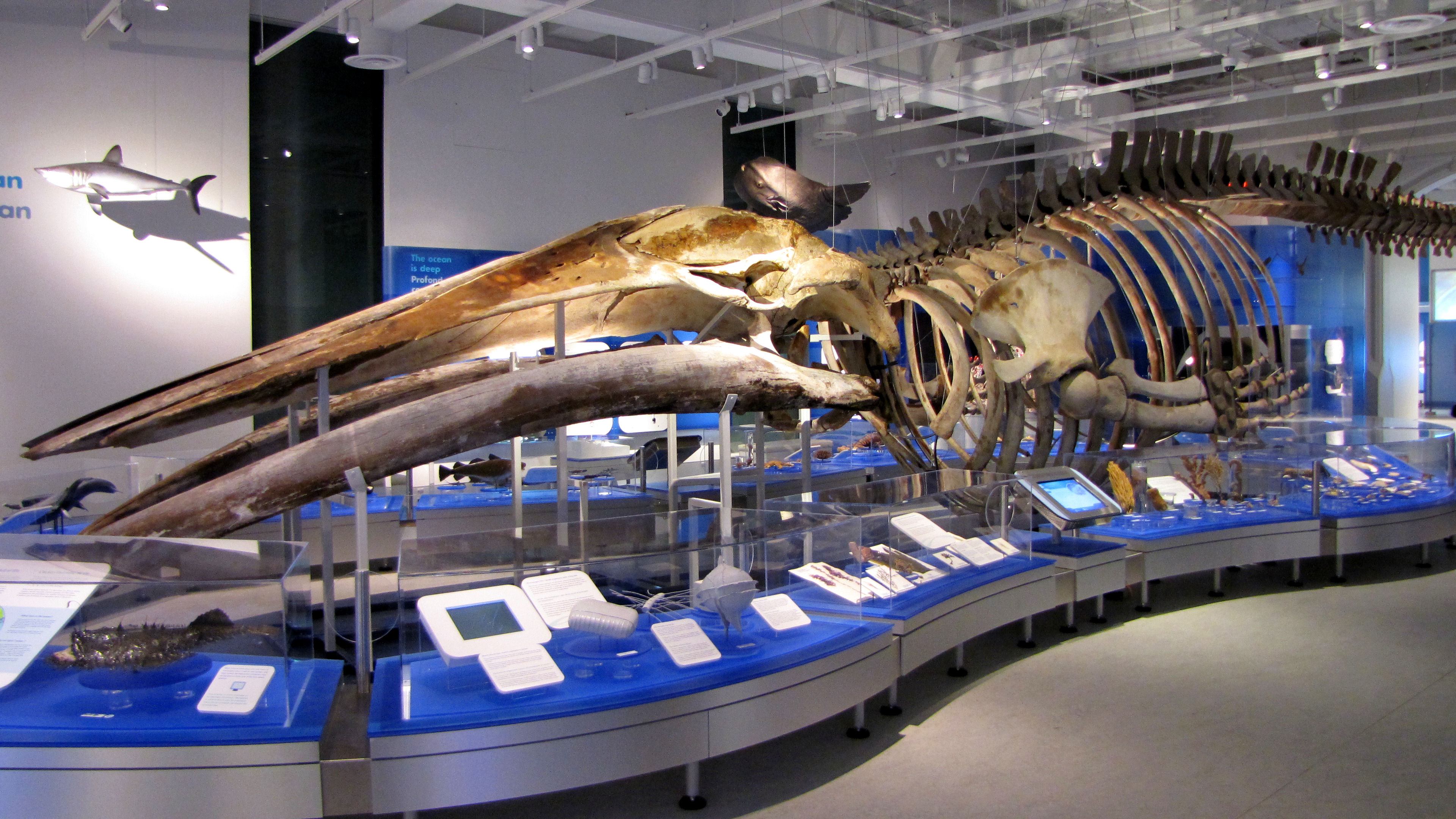
Xương cá voi xanh tại Bảo tàng Tự nhiên Canada ở Ottawa, Ontario

Cá voi xanh rất khỏe và nhanh, do đó rất khó để bắt/giết. Do đó thời gian đầu người ta thường săn cá nhà táng hoặc cá voi Eubalaena, chứ hiếm khi nào săn cá voi xanh. Mọi chuyện bắt đầu thay đổi khi Svend Foyn, một người Na Uy, thử săn cá voi cỡ lớn vào năm 1864 trên một con tàu hơi nước với một khẩu súng phóng lao được thiết kế đặc biệt. Dù lúc đầu khẩu súng này khá cồng kềnh và có xác suất thành công thấp, Foyn đã cố gắng hoàn thiện nó và chẳng mấy chốc một vài trạm săn cá voi bắt đầu mọc lên dọc theo bờ biển Finnmark ở phía Bắc Na Uy. Vì những xung đột với ngư dân địa phương, các trạm này bị đóng cửa, với trạm cuối hoạt động vào năm 1904.
Việc săn cá voi xanh nhanh chóng lan đến Iceland (1883), Faroe Islands (1894), Newfoundland (1898), và Spitsbergen (1903). Năm 1904-05, cá voi lần đầu tiên bị giết tại South Georgia, và tới năm 1925, với sự xuất hiện của máng trượt đằng sau tàu (để kéo cá voi lên dễ dàng) và việc sử dụng phổ biến động cơ hơi nước, số lượng cá voi xanh nói riêng và cá voi tấm sừng hàm nói chung tại Nam Cực và các vùng xung quanh sụt giảm thảm hại. Vào mùa săn năm 1930–31, chỉ tính riêng tại Nam Cực, 29.400 con cá voi xanh đã bị giết. Khi Thế chiến thứ II kết thúc, Trái Đất dường như đã hết sạch cá voi xanh. Năm 1946, lần đầu tiên một hạn mức quốc tế về săn bắt cá voi được đặt ra, nhưng hiệu quả thì không là bao, vì những loài quý hiếm vẫn có thể được săn theo cùng 'hạn mức' với các loài vẫn còn tương đối nhiều.
Arthur C. Clarke là trí thức lớn đầu tiên đứng lên kêu gọi cộng đồng quan tâm hơn đến tình cảnh khốn cùng của loài này, trong quyển sách năm 1962 tựa "Profiles of the Future" của mình. Ông nói "chúng ta không biết được bản chất thật của thực thể mà chúng ta đang hủy diệt" - ám chỉ đến bộ não lớn của cá voi xanh.
Toàn bộ các loài cá voi truyền thống ở châu Á đã gần như bị tuyệt chủng bởi các hoạt động săn bắt công nghiệp của Nhật Bản, đặc biệt là những nhóm cá voi di cư từ phía Bắc Nhật Bản xuống Biển Hoa Đông. Những con cuối cùng trong nhóm này bị bắt tại Amami Oshima trong khoảng thời gian từ 1910 đến 1939.. Hoạt động đánh bắt ráo riết này diễn ra cho tới năm 1965 với các trạm săn cá voi chủ yếu đặt dọc bờ biển Hokkaido và Sanriku.
Việc săn cá voi cuối cùng cũng bị Hiệp hội Nghề đánh cá voi Quốc tế cấm vào năm 1966, và những hoạt động săn bắt trái phép tại Liên Xô cuối cùng cũng chấm dứt vào thập niên 1970. Cho tới lúc đấy, đã có tổng cộng 330.000 con cá voi xanh bị giết tại Nam Cực, 33.000 con tại các phần còn lại của Bán Cầu Nam, 8.200 con ở Bắc Thái Bình Dương và 7.000 con ở Bắc Đại Tây Dương. Cộng đồng cá voi xanh lớn nhất, ở Nam Cực, đã bị rút xuống chỉ còn 0,15% số lượng ban đầu.

### Tình hình hiện nay

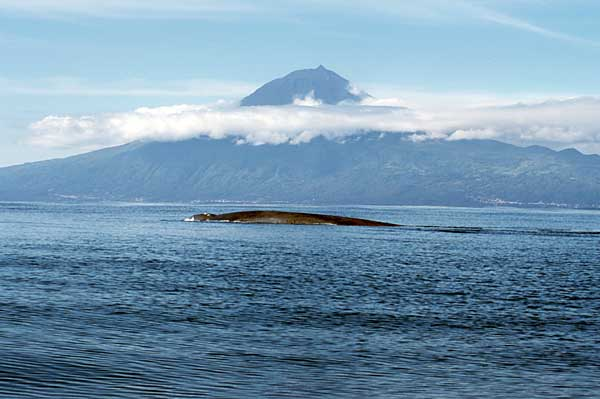
A blue whale set against the backdrop of the Azores

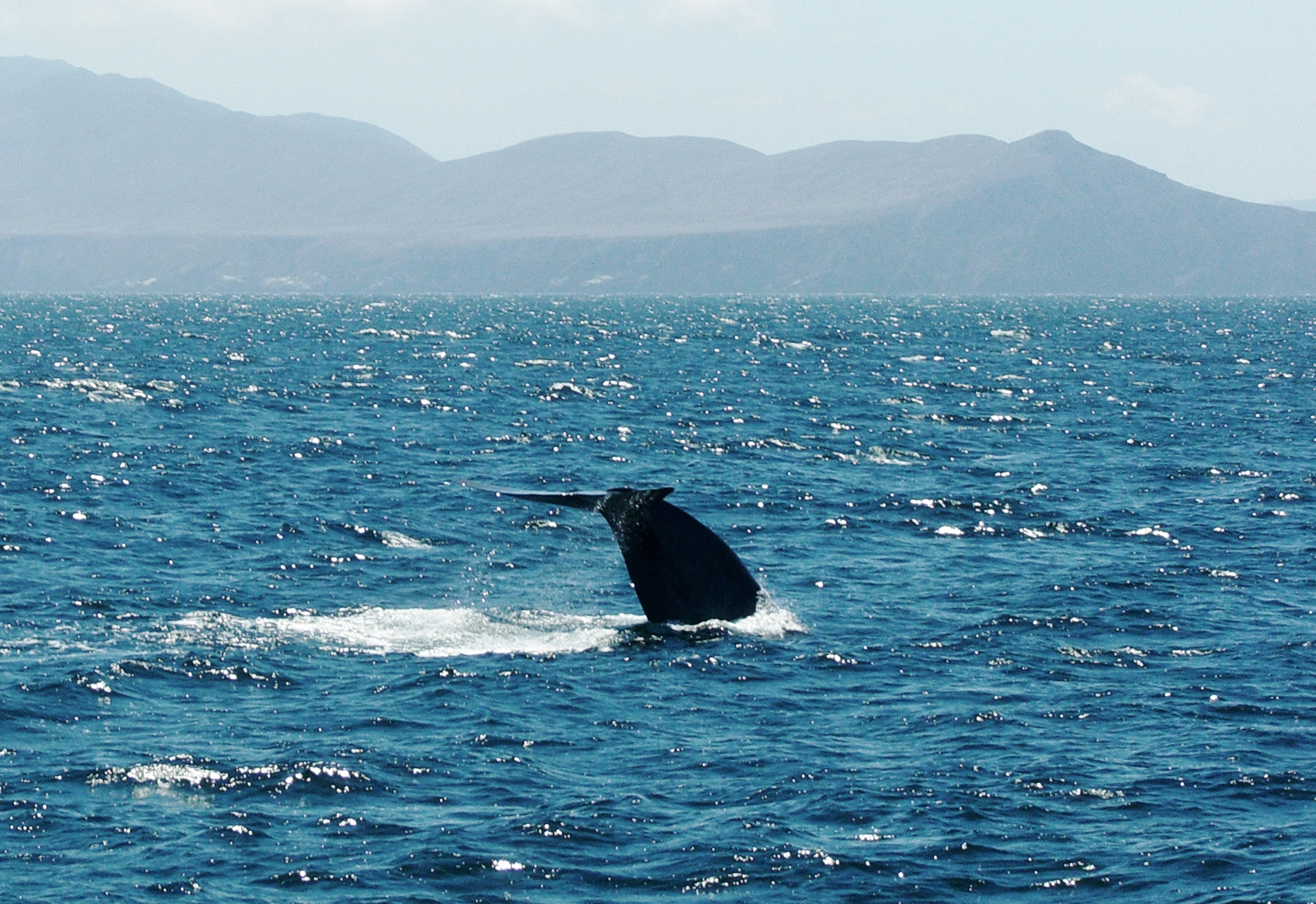
A blue whale's tail fluke with the Santa Barbara Channel Islands in the background

Kể từ khi luật cấm săn bắt cá voi được ban hành, người ta đã thực hiện nhiều nghiên cứu nhằm xem các quần thể cá voi xanh hiện nay tăng trưởng về số lượng hay là đang ổn định. Tại Nam Cực, ước tính khả quan nhất cho thấy tốc độ tăng trưởng là 7,3% một năm kể từ lúc việc săn trộm tại Liên Xô chấm dứt, nhưng tổng số cá voi xanh ở đây vẫn không vượt quá 1% vào thời điểm trước khi bị săn. Quần thể tại California hồi phục nhanh hơn, với nghiên cứu năm 2014 cho thấy quần thể này đã đạt 97% số lượng ban đầu.
Số lượng cá voi xanh trên toàn thế giới năm 2002 được ước tính vào khoảng từ 5.000 đến 12.000 con. Tuy nhiên, ở rất nhiều vùng, người ta chỉ có thể suy đoán một cách không chắc chắn.
Cá voi xanh được liệt kê là một trong những loài loài nguy cấp trong Sách đỏ IUCN ngay khi sách này được công bố. Tại Mỹ, Cục Nghề cá Quốc gia đã đặt cá voi xanh dưới sự bảo vệ của Luật Loài Nguy cấp. Quần thể cá voi xanh lớn nhất, gồm khoảng 2.800 con thuộc phân loài B. m. muculus, sinh sống tại Đông Bắc Thái Bình Dương từ Alaska đến Costa Rica. Vào mùa hè người ta có thể thấy chúng tại California. Lâu lâu quần thể này cũng bơi tới Tây Bắc Thái Bình Dương vùng giữa Kamchatka và cực bắc Nhật Bản.

#### Bắc Đại Tây Dương
Phía Bắc Đại Tây Dương có 2 quần thể B. m. musculus sinh sống. Quần thể thứ nhất được tìm thấy ở Greenland, Newfoundland, Nova Scotia và vịnh Saint Lawrence, gồm khoảng 500 con. Quần thể thứ hai phân bố lệch về phía đông, di chuyển từ Azores vào mùa xuân đến Iceland vào tháng 7 và tháng 8; người ta nghĩ rằng chúng bơi theo đường sống núi giữa Đại Tây Dương nằm giữa 2 vùng đảo núi lửa. Ngoài Iceland, cá voi xanh còn được quan sát thấy tít phía Bắc tận Spitsbergen và Jan Mayen. Tuy nhiên các lần quan sát kể trên khá là hiếm. Các nhà khoa học không biết những con cá voi xanh này sống ở đâu vào mùa đông. Tổng số cá voi xanh tại Bắc Đại Tây Dương được ước tính vào khoảng 600 đến 1,500. Tại bờ biển Ireland, các quan sát thấy loài này được ghi nhận lần đầu tiên vào năm 2008., Kể từ đó vùng Porcupine Seabight đã được xem là nơi phát triển tốt cho cá voi xanh và cá voi vây.

#### Bắc Thái Bình Dương
Cá voi xanh đã từng bị săn bắt rất dữ tại Nhật Bản, với các hoạt động giết chóc diễn ra chủ yếu tại biển Kumanonada giáp thành phố Wakayama, vịnh Tosa và biển Hyūga. Vì chúng bị săn quá ráo riết, một số nhà khoa học từng nghĩ cá voi xanh đã biến mất hoàn toàn khỏi đây, với các ghi nhận cá voi mắc cạn lần cuối được thu thập vào thập niên 1950. Ngày nay, các cá thể còn sót lại của quần thể phía đông và ven biển ngày xưa có thể được quan sát tại Kushiro, dù điều này là rất hiếm. Người ta cũng thấy cá voi xanh, dù hiếm nhưng đều đặn, bơi ở bán đảo Triều Tiên hoặc ven bờ biển Nhật Bản (là một vùng biển rìa). Điều này khá là thú vị vì thường thì cá voi xanh không bơi vào biển rìa (như biển Okhotsk) trong khi di cư. Trước đây cá voi xanh từng được biết hay di cư xa lên phía Bắc, tới Đông Kamchatka, vịnh Anadyr (Nga) và quần đảo Commander (Nga). Ngày nay, tại quần đảo Commander, hơn 80 năm qua cá voi xanh chưa bao giờ được thấy lại, và từ năm 1994 đến năm 2004, chỉ có 3 lần loài này được thấy tại Nga. Một số vùng như quần đảo Hawaii, quần đảo Bắc Mariana, quần đảo Ogasawara, quần đảo Ryukyu, ven bờ Philippines, Đài Loan, Chu San, và biển Đông như vịnh Daya, bán đảo Lôi Châu, đảo Hải Nam, phía Nam quần đảo Hoàng Sa.v.v... đã từng là nơi trú đông của cá voi xanh. Các dấu chỉ khảo cổ học cho thấy cá voi xanh cũng đã từng di cư đến Hoàng Hải và Bột Hải. Trong các chuyến khảo sát động vật biển có vú gần đây dọc theo eo biển Tsushima, cảnh sát biển Nhật Bản đã thấy vài cá thể cá voi khổng lồ dài hơn 20m. Tuy nhiên, người ta không biết chắc chúng thuộc loài nào. Năm 2005, tại Vạn Ninh đã xảy ra một vụ cá voi mắc cạn. Về tình hình các loài động vật biển tại biển Trung Quốc và Triều Tiên, xin xem Động vật hoa dã tại Trung Quốc.

#### Nam Bán Cầu
Nam Bán Cầu có 2 phân loài cá voi xanh, B. m. intermedia ở Nam Cực và B. m. brevicauda, một giống cá voi xanh lùn ít được nghiên cứu, ở Ấn Độ Dương. Các khảo sát gần đây nhất (khoảng giữa năm 1998) cho thấy có khoảng 2280 con cá voi xanh tại Nam Cực, hầu hết là B. m. intermedia, chứ B. m. brevicauda chiếm chưa đến 1%. Năm 1996, một khảo sát khác ở Ấn Độ Dương cho thấy chỉ trong một phạm vi nhỏ hẹp tại Nam Madagascar đã có tới 424 con cá voi xanh lùn tại đây, do đó, tổng số cá voi xanh sống ở Ấn Độ Dương có thể lên đến hàng ngàn. Nếu điều này là đúng thì số lượng cá voi xanh trên toàn thế giới sẽ nhiều hơn rất nhiều so với ước tính hiện tại.
Tại châu Đại Dương, cá voi xanh thường tụ tập ở hẻm núi Perth gần đảo Rottnest, vịnh Đại Úc phần giáp với Portland, và vịnh Nam Taranaki. Cả hai giống cá voi xanh phía Nam và cá voi xanh lùn đều sinh sản và di trú tại phần biển giáp Tây Úc, đảo Bắc của New Zealand, từ vùng Northland như vịnh Đảo, vịnh Hauraki ở phía Bắc tới vịnh Plenty phía Nam (rất gần với bờ biển). Ít nhất có các quần thể phía Nam và phía Tây Úc cùng một số quần thể khác được biết di cư đến vùng biển nhiệt đới của Indonesia, Philippines, và Đông Timor  (cá voi xanh đến Philippines có thể cũng thuộc quần thể di cư từ Bắc Thái Bình Dương do người ta hay thấy chúng tại Bohol, phía bắc Xích đạo).

### Các mối đe dọa khác ngoài săn bắt

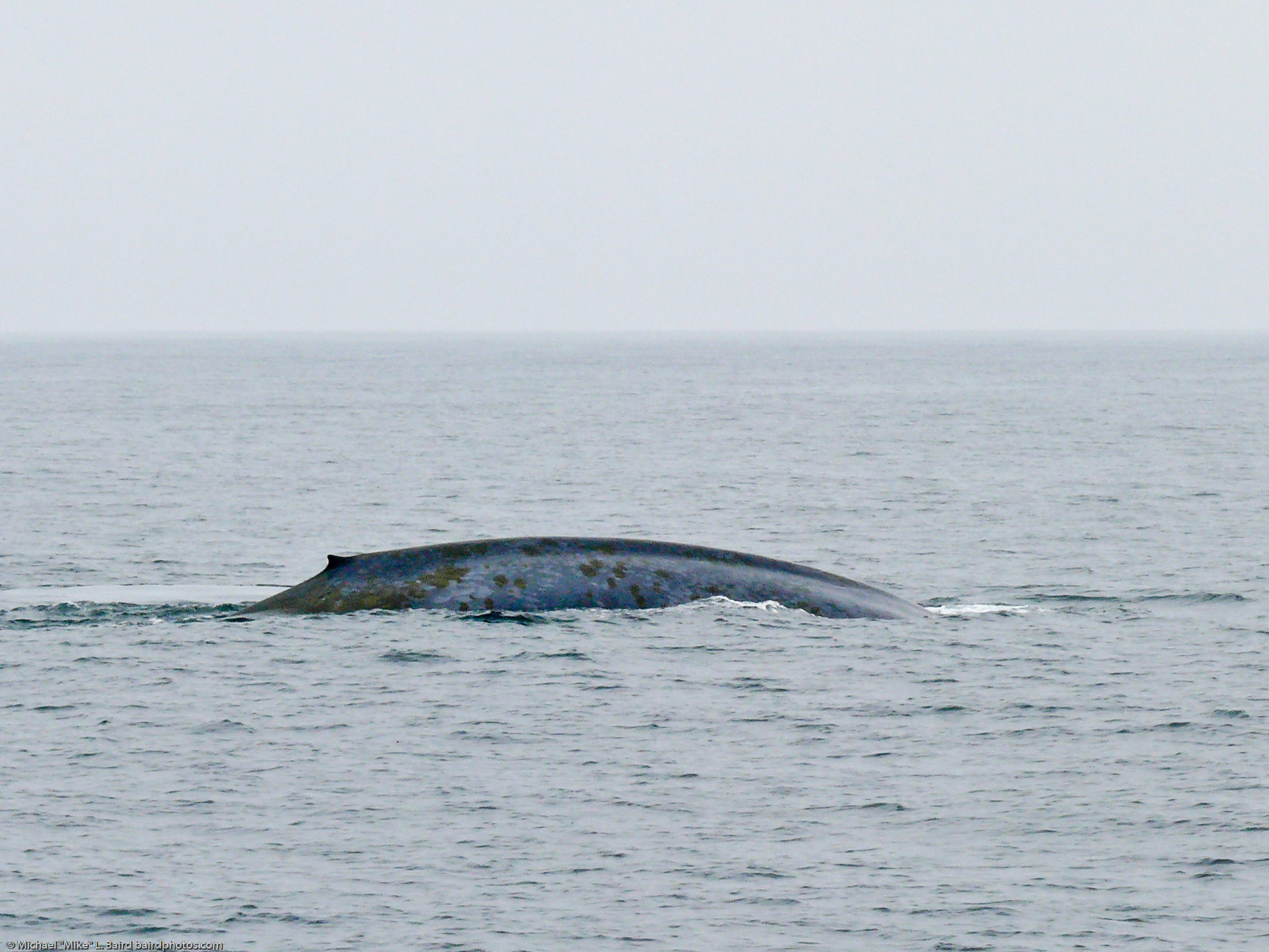
Một con cá voi xanh đang ngoi lên khỏi mặt nước

Khi một sonar tần số trung được bật (1 - 8 kHz), cá voi xanh ngừng phát ra tiếng kêu D, mặc dù tần số này thấp hơn nhiều so với ngưỡng phát âm của chúng.

Vì kích thước khổng lồ, sức mạnh và tốc độ của mình, cá voi xanh hầu như không có thiên địch trong tự nhiên. Có một lần tạp chí National Geographic đã đưa tin về một con cá voi xanh bị tấn công bởi một đàn cá voi sát thủ tại bán đảo Baja California. Mặc dù bầy cá voi sát thủ không thể giết được con cá voi xanh này, nó bị thương nặng và chết không lâu sau đó. Gần 1/4 cá voi xanh tại Baja mang những vết sẹo do bị cá voi sát thủ cắn.
Cá voi xanh có thể bị thương, thậm chí chết, do va chạm với tàu bè hay bị vướng vào lưới đánh cá.
Việc sử dụng ngày càng nhiều sonar trong kĩ thuật hàng hải đã làm nhiễu những bài hát của cá voi, khiến chúng gặp khó khăn trong giao tiếp. Cá voi xanh ngừng phát ra tiếng kêu D khi một sóng sonar tần số trung được bật, mặc dù tần số này (1–8 kHz) nằm ngoài ngưỡng giọng của chúng (25–100 Hz). Việc thải polychlorinated biphenyl (PCB) ra tự nhiên - một chất gây ảnh hưởng nghiêm trọng lên sức khỏe động vật - cũng đe dọa đến sự phục hồi của cá voi xanh.
Có quan ngại rằng nếu các sông băng và băng vĩnh cửu tan quá nhanh vì sự ấm lên toàn cầu, một lượng lớn nước ngọt chảy ra đền một mức nào đó sẽ làm ngưng sự luân chuyển thủy nhiệt. Cá voi xanh dựa trên sự luân chuyển này, tức là sự dịch chuyển của dòng biển nóng và lạnh, để di cư. Chúng kiếm ăn tại các vùng nước mát giàu nhuyễn thể ở vĩ độ cao vào mùa hè, và trú đông cũng như đẻ con ở các vùng nước ấm thuộc vĩ độ thấp hơn vào mùa đông. Nếu như cơ chế chuyển dịch dòng biển này bị ngưng thì cá voi xanh có thể sẽ gặp nhiều vấn đề khó khăn.
Sự thay đổi nhiệt độ nước biển cũng ảnh hưởng đến nguồn thức ăn của cá voi xanh. Nhiệt độ tăng trong khi nồng độ muối lại đi xuống sẽ làm thay đổi sự phân bố cũng như giảm đáng kể số lượng moi lân mà cá voi xanh ăn.

## Bảo tàng
Bảo tàng Lịch sử Tự Nhiên, London có trưng bày 2 hiện vật rất nổi tiếng về cá voi xanh, đặt song song với nhau. Hiện vật thứ nhất là một mô hình cá voi xanh kích cỡ thực; hiện vật thứ hai là bộ xương hoàn chỉnh của một cá thể cá voi xanh. Cả hai hiện vật đều thuộc loại đầu tiên trên thế giới.
Bảo tàng Melbourne và bảo tàng New Zealand Te Papa Tongarewa có bộ xương của cá voi xanh lùn.
Bảo tàng Khoa học Tự nhiên North Carolina tại Raleigh, North Carolina có một bộ xương cá voi xanh mà du khách có thể xem từ tầng một và tầng hai.
Phía trước Bảo tàng Quốc gia Tokyo tại Công viên Ueno có trưng bày một mô hình cá voi xanh kích cỡ thực.

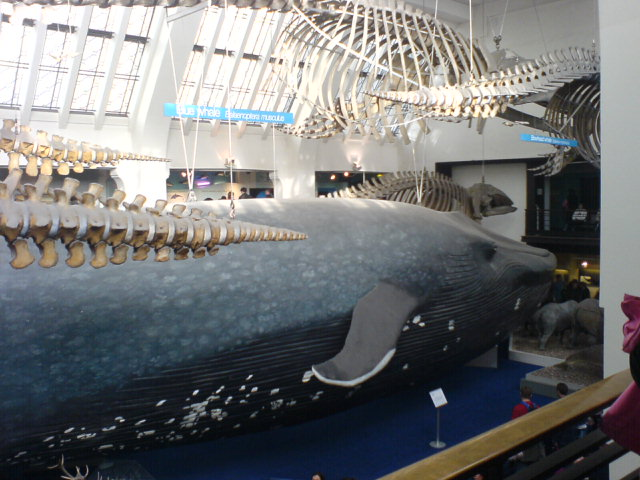
Bảo tàng Lịch sử Tự Nhiên, London
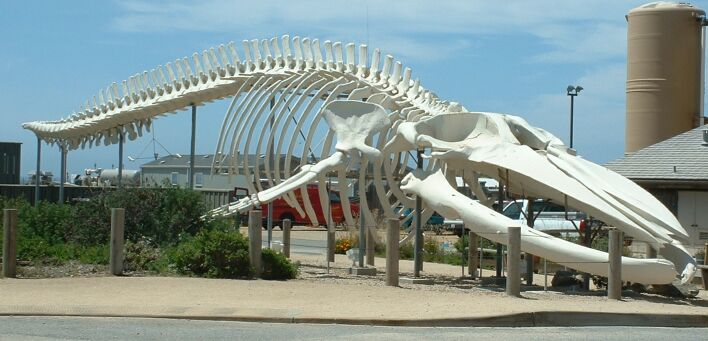
Đại học California, Santa Cruz
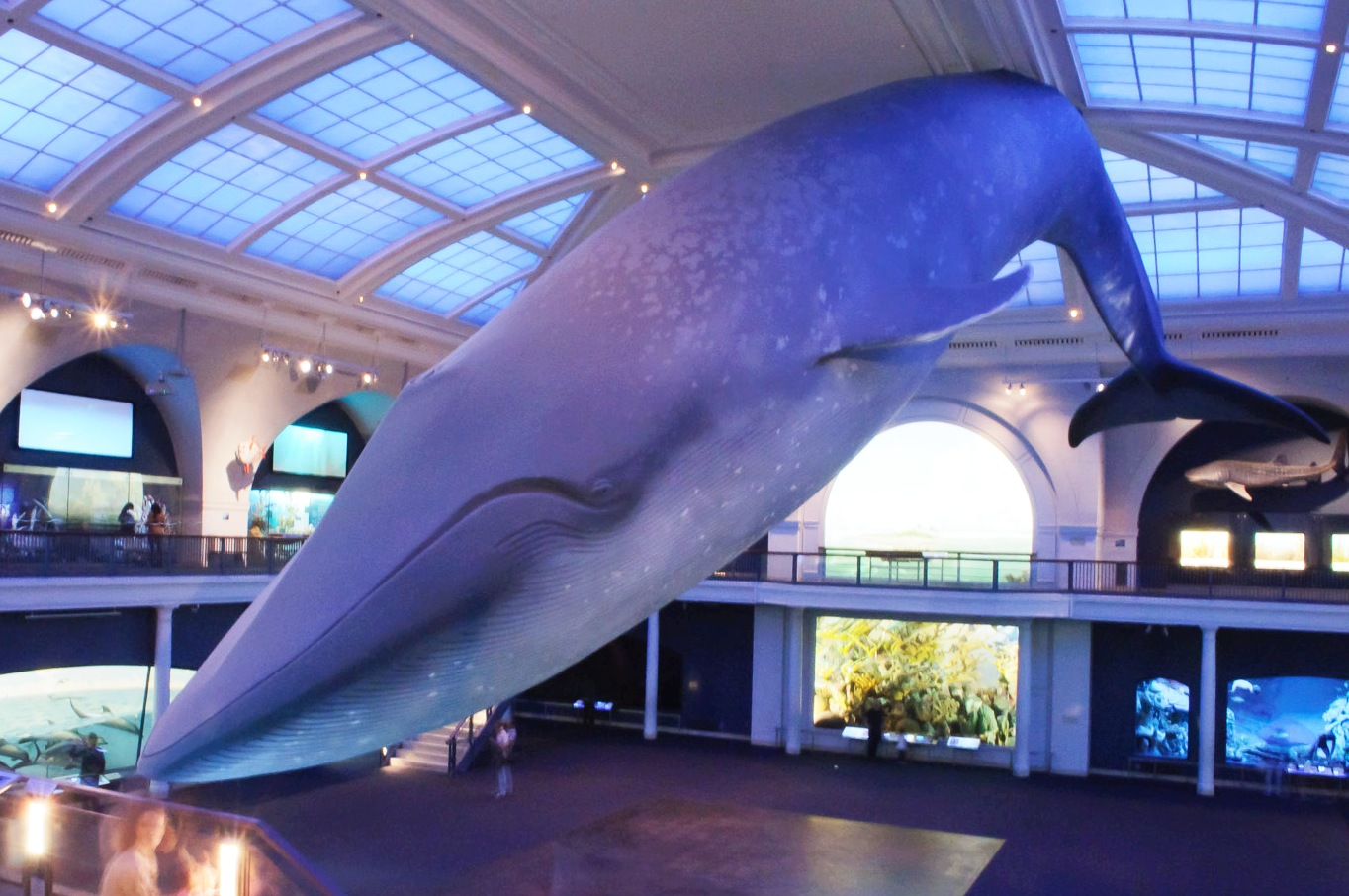
Bảo tàng Lịch sử Tự nhiên Hoa Kỳ
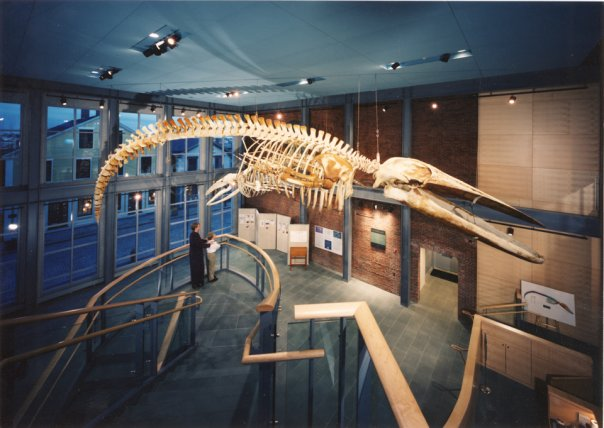
New Bedford Whaling Museum
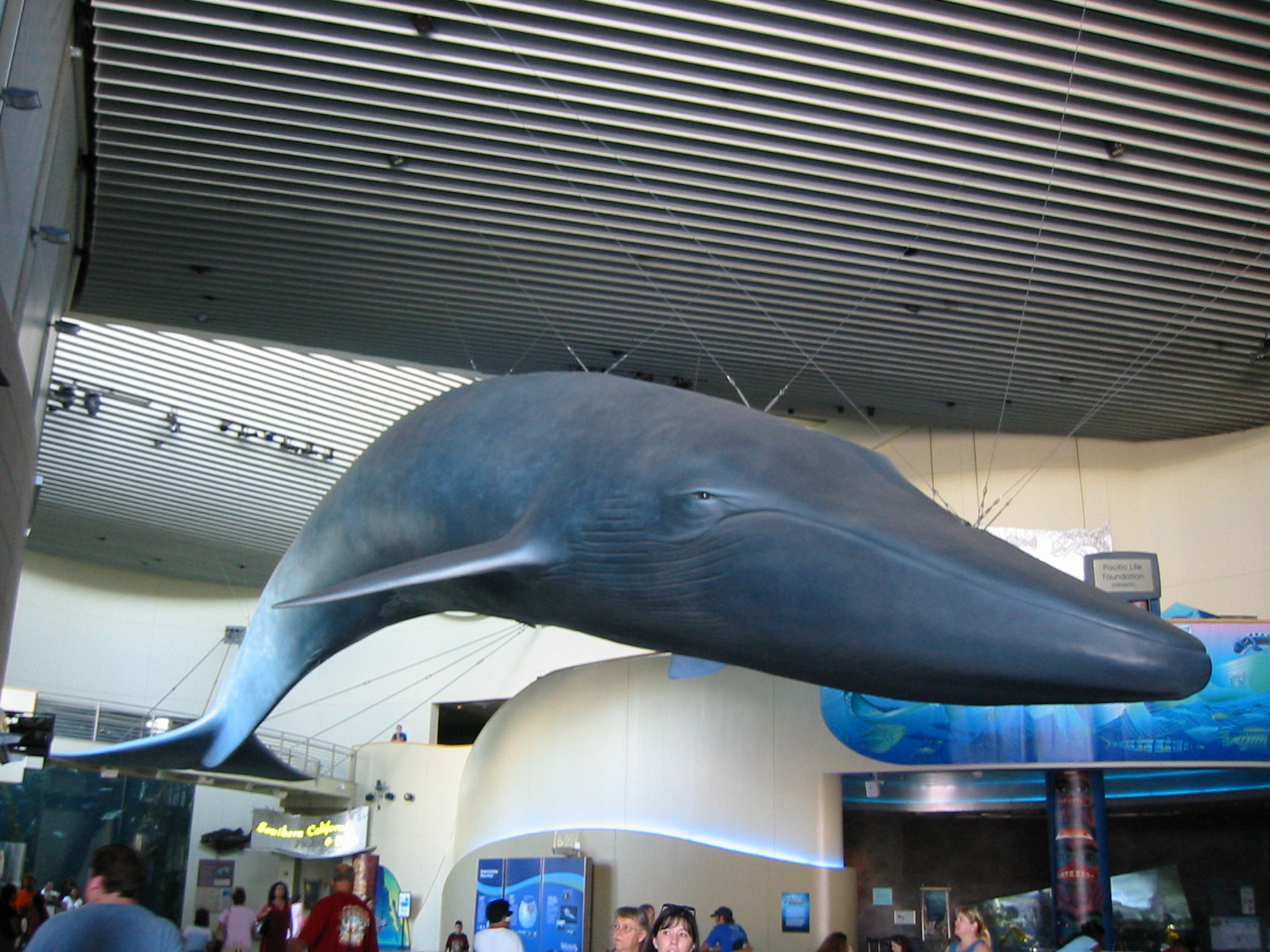
Aquarium of the Pacific
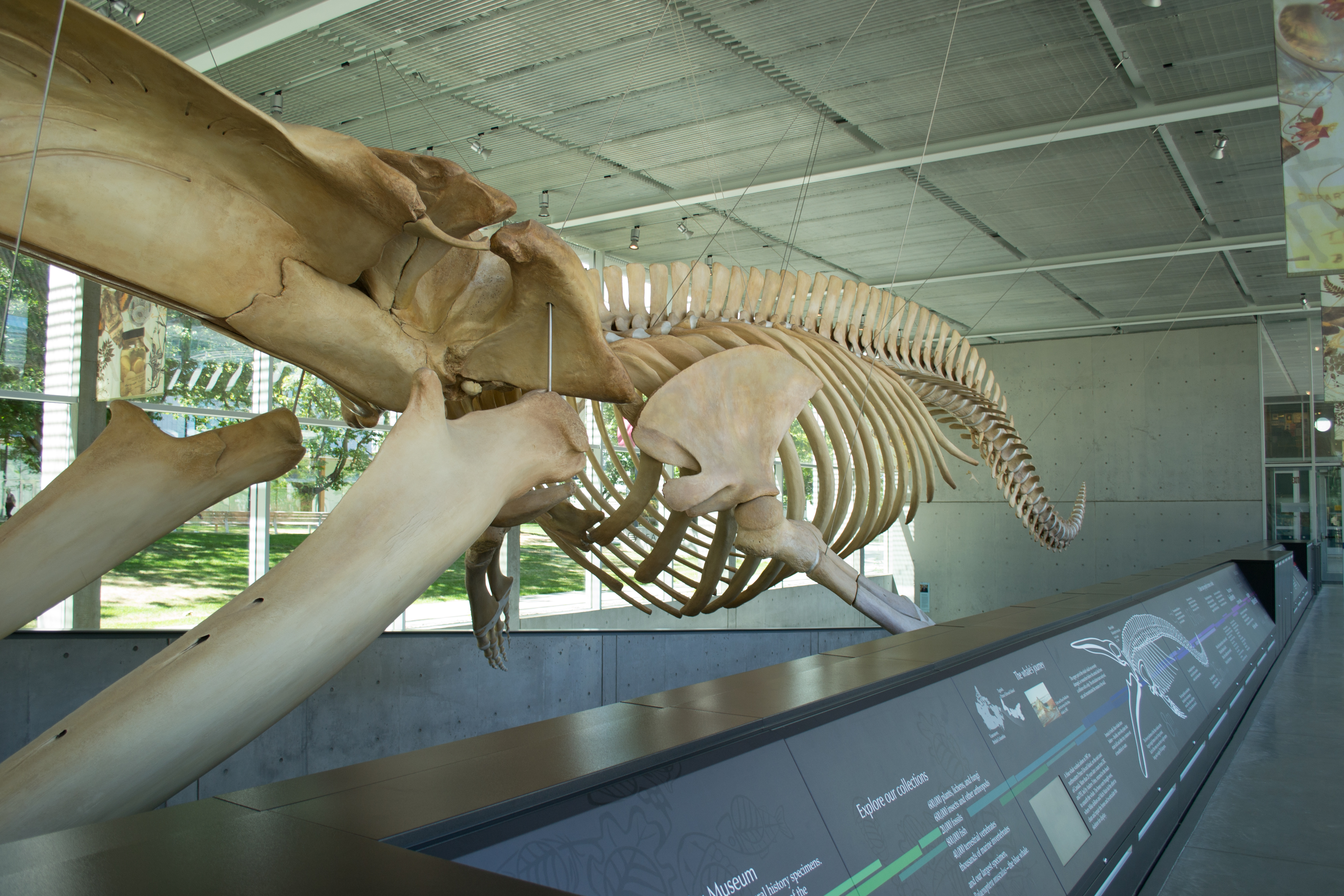
Beaty Biodiversity Museum
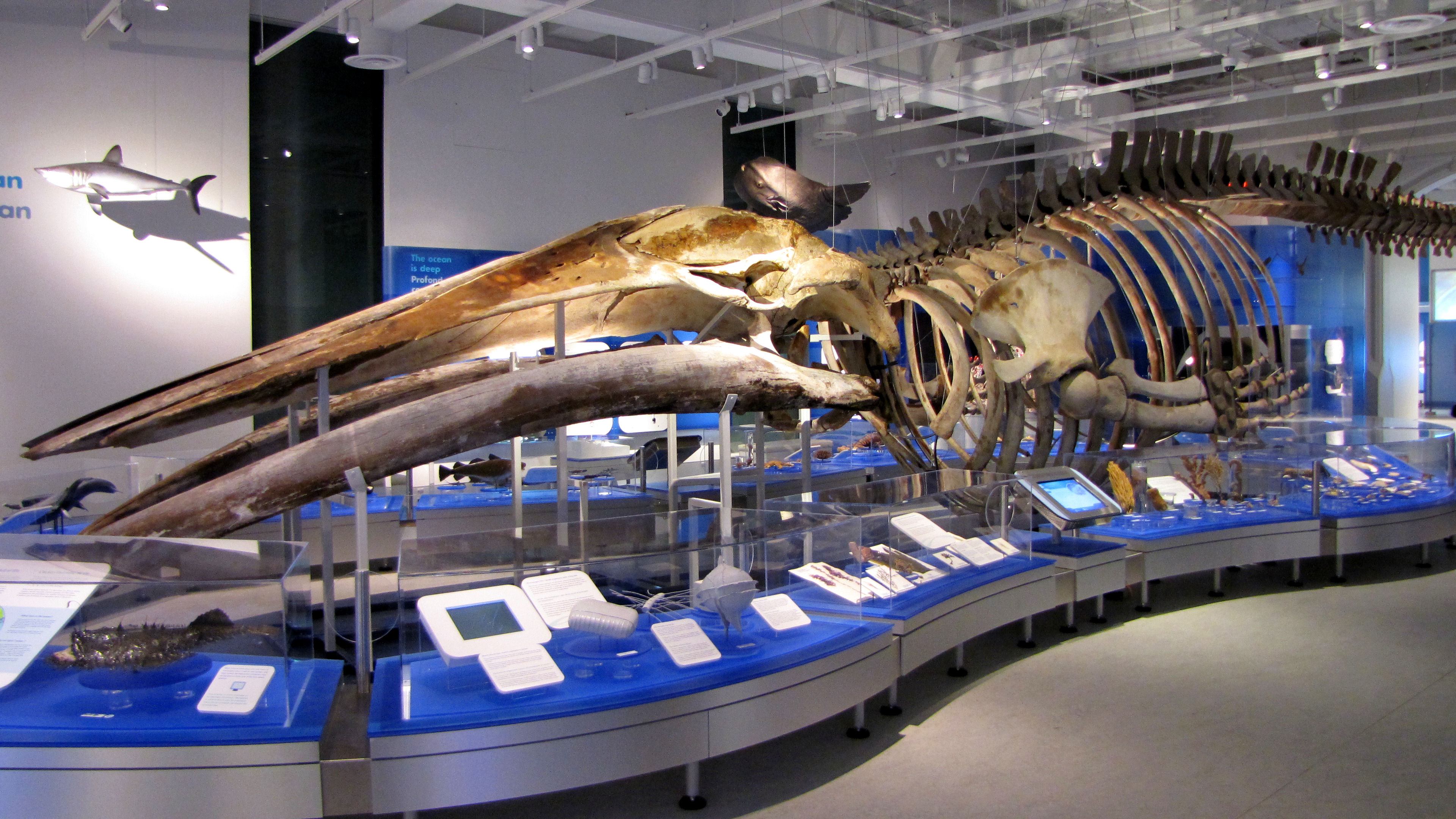
Bảo tàng Tự nhiên Canada
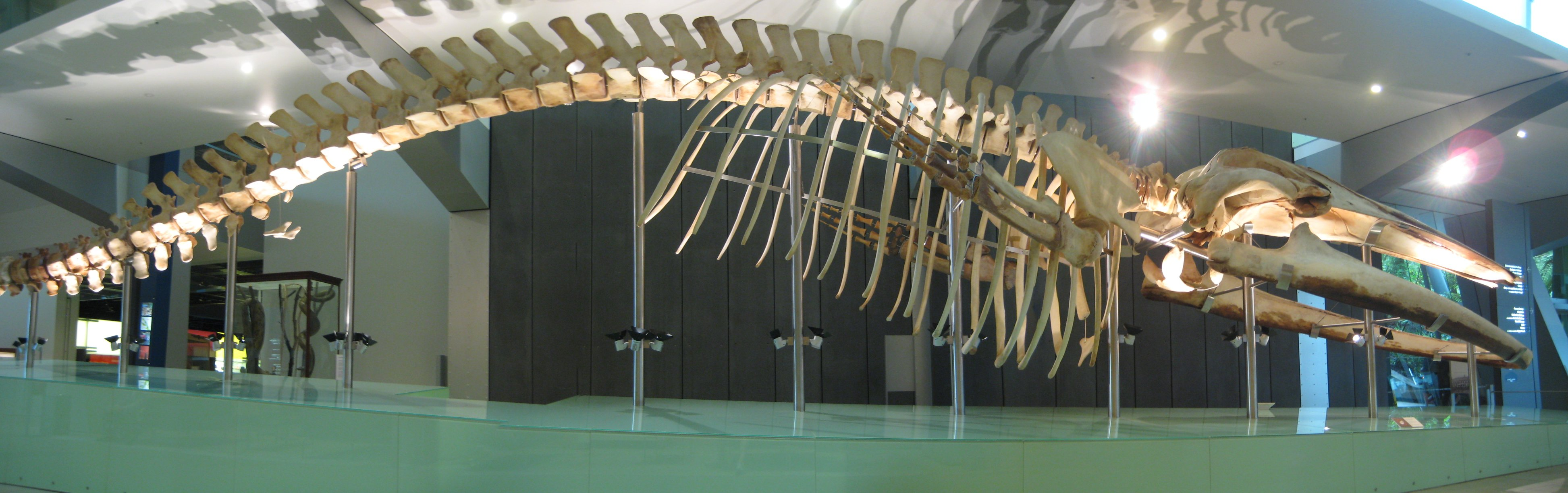
Xương cá voi xanh lùn tại bảo tàng Melbourne
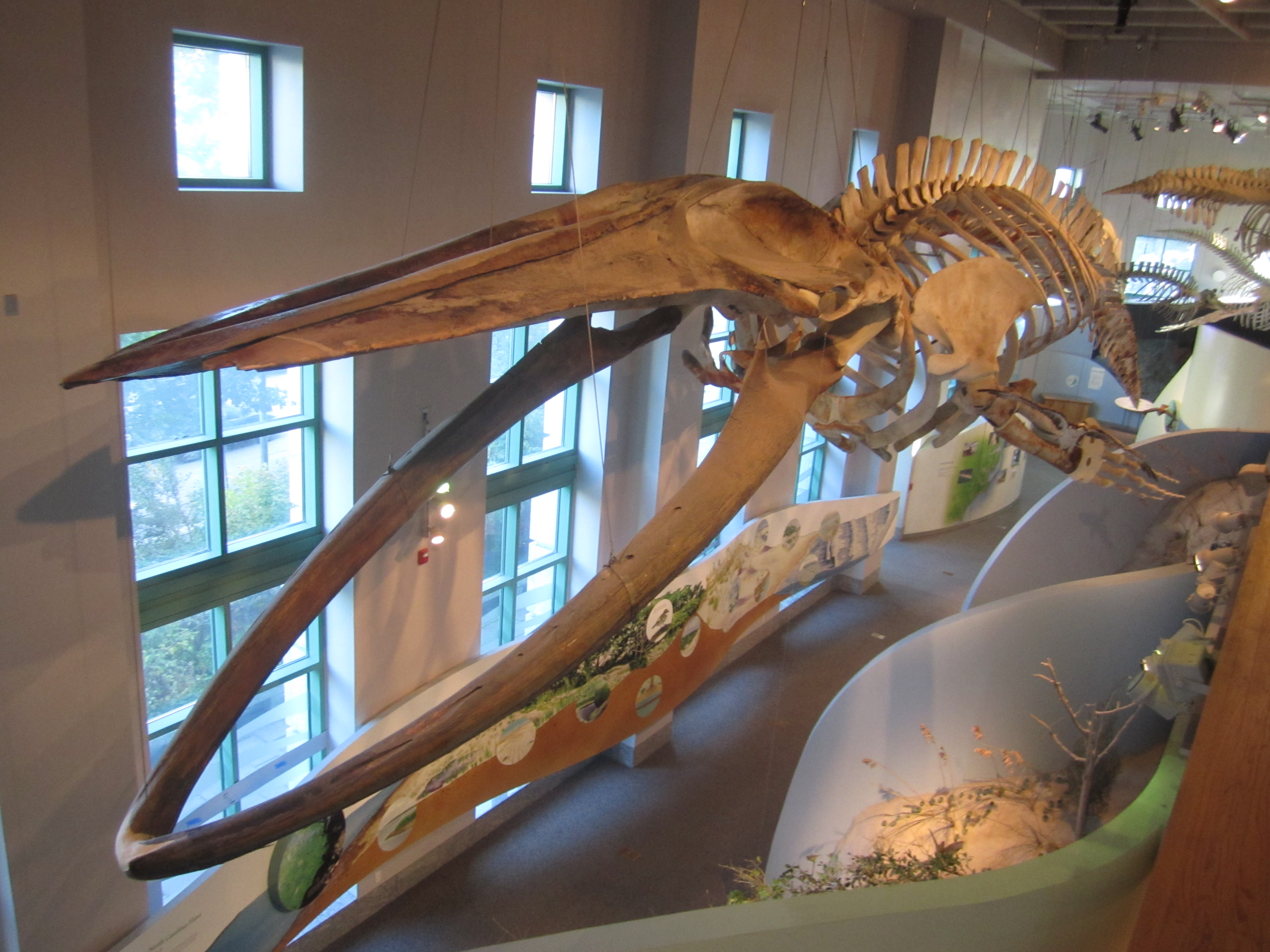
Bảo tàng Khoa học Tự nhiên North Carolina
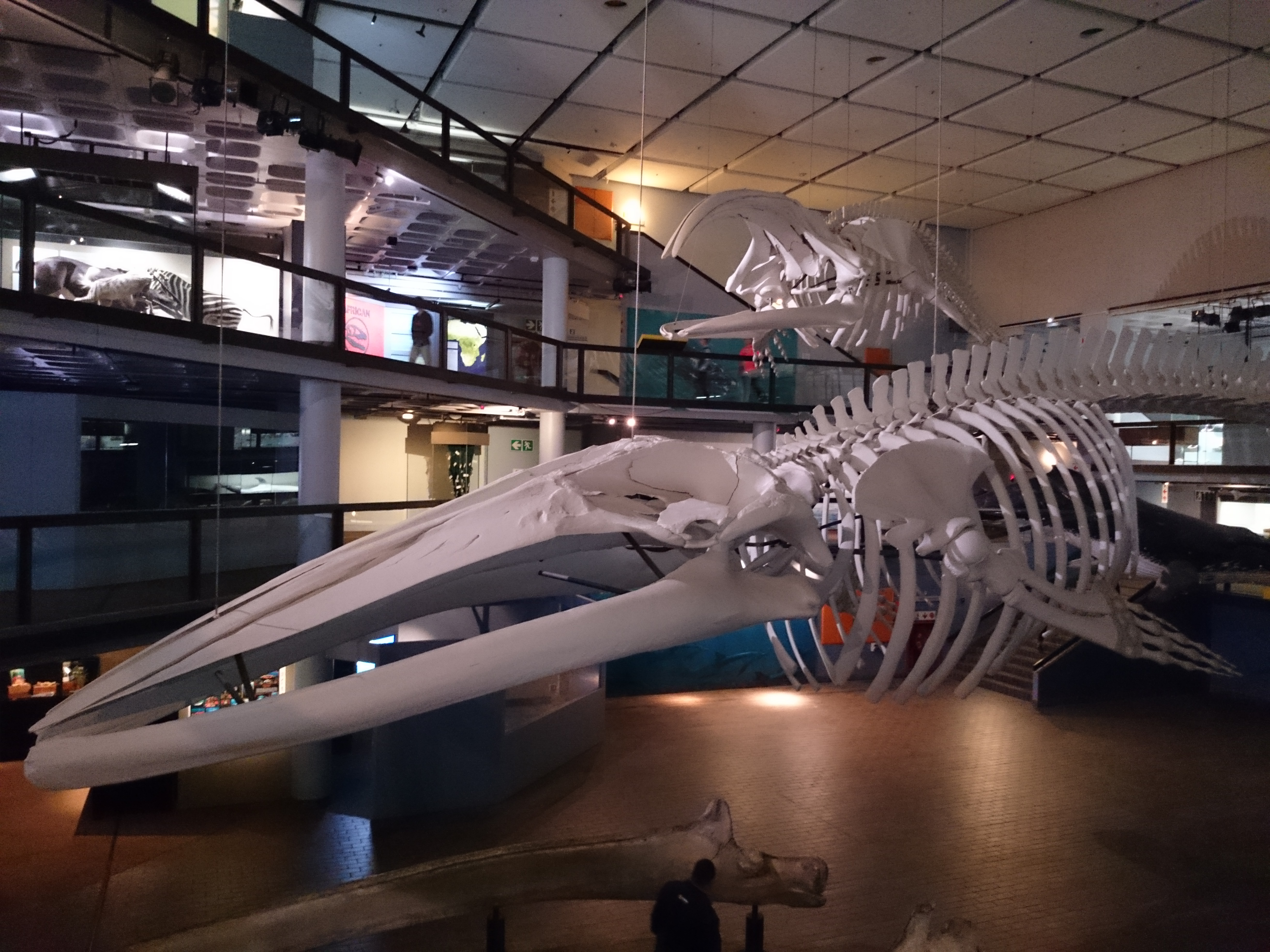
Bảo tàng Nam Phi Iziko
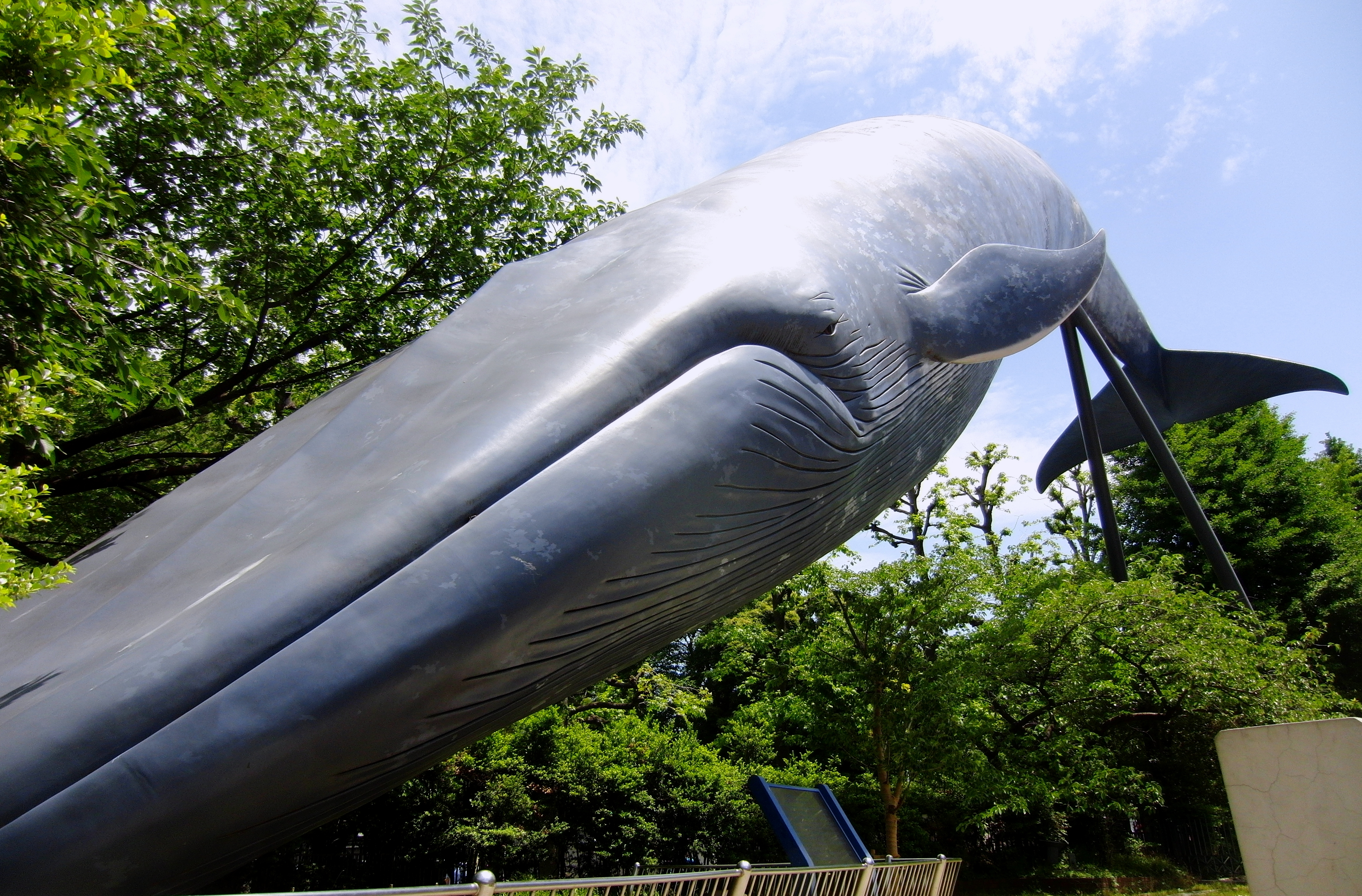
Bảo tàng Tự nhiên và Khoa học Quốc gia